# Portmurvy
Portmurvy är en vik i republiken Irland.   Den ligger i grevskapet County Galway och provinsen Connacht, i den västra delen av landet, 230 km väster om huvudstaden Dublin.
Klimatet i trakten är tempererat. Årsmedeltemperaturen i trakten är 7 °C.